# قماش القنطرة
قماش القَنْطَرة (بأحرف اللطين: Alcantara) هو نوع من الألياف الدقية ويستخدم أساسًا في صناعة الأزياء والسيارات حيث طور العالم الياباني مِيُوشي أُكاموتو قماش القنطرة في بداية سبعينيات القرن الماضي، عندما كان يعمل لصالح شركة توراي للصناعات اليابانية، وفي العام 1972 تأسست شركة مشروع مُشترك بين الشركة اليابانية وشركة إني الإيطالية للكيماويات سُميت القنطرة من أجل إنتاج هذا النسيج وتوزيعه، في مصنع بمدينة ميلانو الإيطالية، ويدخل في إنتاجها ثُلثين من مادة البُلِستر وثُلث من مادة مُتعدد متعدد اليُرِثان وكمية ضئيلة من الألياف الدقيقة.